# Brigitte Helm
Brigitte Helm (egentlig Brigitte Eva Gisela Schittenhelm, (født 17. marts 1908 i Berlin i Tyskland, død 11. juni 1996 i Ascona i Schweiz) var en tysk skuespillerinde. Hun medvirkede i over 35 film i en karriere, som varede fra hendes spillefilmdebut i 1927 i Fritz Langs Metropolis, til 1935.

## Karriere
Hendes forældre var Edwin Alexander Johannes Schittenhelm (1871–1913) og Gertrud Martha Tews (1877–1955). Hun gik i skole i Johannaheim, en pigeskole i tilknytning til et vajsenhus stiftet af godsejeren Eduard Arnhold i Hirschfelde (nu Werneuchen-Hirschfelde (Werneuchen) i Brandenburg). Her medvirkede hun blandt andet i en opførelse af Shakespeares "En skærsommernatsdrøm". Som 16-årig rettede hun henvendelse til Fritz Lang, da hun - overbevist om sit eget talent - ville være skuespillerinde. I Neubabelsberg spillede hun rollen som Elisabeth i Maria Stuart, og Lang skaffede hende derefter mulighed for at få en uddannelse.
Efter færdiggørelsen af sin uddannelse i 1925 fik hun en 10-årig filmkontrakt med Universum Film AG, som udløb i 1935. Hun nåede at indspille mere end 30 film. Langt de fleste af hendes roller var hovedroller. Hun var under overvejelse til titelrollen i filmen Frankensteins brud inden, at Elsa Lanchester fik rollen.

## Privat
Privat var hun rodet ind i flere trafikuheld og blev kortvarigt sat i fængsel. Det er blevet hævdet, at Adolf Hitler forhindrede, at hun blev anklaget for manddrab.
Hun giftede sig 2. gang med Dr. Hugo Kunheim, en jødisk industrimand, og flyttede til Schweiz, hvor hun fik 4 børn. Efter, at hun havde stoppet sin karriere, nægtede hun at give interviews.

## Filmografi

### Stumfilm
- 1927 Metropolis (Regie: Fritz Lang)
- 1927 Die Liebe der Jeanne Ney (Regie: Georg Wilhelm Pabst)
- 1927 Am Rande der Welt (Regie: Karl Grune)
- 1928 Alraune (Regie: Henrik Galeen)
- 1928 Die Yacht der sieben Sünden
- 1928 Abwege (Regie: Georg Wilhelm Pabst)
- 1928 Das Geld (auch: Geld! Geld!! Geld!!! – frz. Originaltitel: L’Argent; Regie: Marcel L’Herbier)
- 1928 Skandal in Baden-Baden (Regie: Erich Waschneck)
- 1929 Die wunderbare Lüge der Nina Petrowna (Regie: Hanns Schwarz)
- 1929 Manolescu (Regie: Viktor Tourjansky)

### Tonefilm
- 1930 Die singende Stadt
- 1930 Alraune (Regie: Richard Oswald)
- 1930 Gloria (deutsche Version)
- 1930 Gloria (französische Version)
- 1931 Im Geheimdienst
- 1932 Die Gräfin von Monte Christo
- 1932 The Blue Danube
- 1932 Eine von uns
- 1932 Die Herrin von Atlantis
- 1932 L’Atlantide
- 1932 The Mistress of Atlantis
- 1932 Hochzeitsreise zu dritt
- 1932 Voyage de noces
- 1933 Der Läufer von Marathon
- 1932 Inge und die Millionen
- 1933 Die schönen Tage von Aranjuez
- 1933 Adieu les beaux jours
- 1933: Spione am Werk
- 1933 L’Étoile de Valencia
- 1934 Fürst Woronzeff
- 1934 Le secret de Woronzeff
- 1934 Vers l’abîme
- 1934 Die Insel
- 1934 Gold
- 1935 Ein idealer Gatte
- 1958 Das gab’s nur einmal (Kompilationsfilm mit Rahmenhandlung)